# La Grande Désillusion
La Grande Désillusion est un livre écrit en 2002 par Joseph E. Stiglitz sous le titre original Globalization and Its Discontents.
Stiglitz affirme dans cet ouvrage que le FMI fait passer l’intérêt de son « principal actionnaire », les États-Unis, avant ceux des nations les moins favorisées qu’il a pourtant pour objectif de servir.
En prenant comme exemples la crise asiatique et la transition russe, Stiglitz soutient que les politiques préconisées par le FMI ont souvent aggravé les problèmes dont il avait à s'occuper, entraînant des conséquences sociales dévastatrices et un accroissement de la pauvreté.
Le titre français de ce livre a été choisi dans la volonté de le présenter comme une réponse ironique à l'ouvrage La Grande Illusion d'Alain Minc.

## Résumé
Stiglitz réalise une critique de l'action du FMI sur différents dossiers que cette institution a traités depuis le début des années 90, en s'appuyant sur son expérience d'économiste en chef à la Banque mondiale de 1997 à 2000. Selon l'auteur, les actions du FMI lors de la crise asiatique, de la transition des ex-pays communistes vers l'économie de marché ou des problèmes de liquidité de pays en développement ont eu une influence néfaste sur les situations économiques des pays concernés en aggravant les crises économiques ou en déclenchant des crises sociales.
Il explique ce résultat par la domination d'une idéologie fondée sur le consensus de Washington au sein de l'institution. Cette idéologie se fonderait sur la croyance en l'infaillibilité du marché et du FMI. Sa persistance serait le résultat de l'action de certains gouvernements de pays développés et notamment celui des États-Unis et du Trésor américain (chargé des relations avec le FMI aux États-Unis). En effet le FMI serait surtout sous l'influence des pays membres ayant le plus de poids en termes de droits de vote, c'est-à-dire les pays riches et les États-Unis en particulier. Les États étant représentés au sein du conseil d'administration du FMI par leur ministre des finances (le Trésor pour les États-Unis), les décisions prises se feraient surtout en faveur du monde de la finance. Stiglitz étaye ses affirmations par l'observation que les créanciers étrangers sont toujours protégés lors d'une intervention du FMI ce qui n'est pas le cas de la population locale et qu'à chaque fois le FMI a demandé la libéralisation et l'ouverture internationale des marchés de capitaux.
Pour retrouver une efficacité, Stiglitz recommande de réduire les compétences du FMI pour le ramener à sa mission originelle qui est de soutenir le commerce international, d'insister davantage sur la création d'une infrastructure institutionnelle lors de ses interventions et d'accorder plus d'importance au phénomène de pauvreté et ses conséquences. Par ailleurs il insiste sur la nécessité d'une ouverture plus grande des institutions internationales (FMI, Banque mondiale, OMC).

## Réception
Cet ouvrage, qui est devenu un succès de librairie mondial (il a été traduit dans une trentaine de langues), a été généralement accueilli favorablement par la critique,,. Il offre également quelques réflexions et inspirations aux altermondialistes, aux critiques des protestataires de Seattle ou Gênes à l’égard de la mondialisation actuelle. Ainsi en 2004, il a été l'un des invités principaux au Forum social mondial de Mumbai (Inde) pour y exposer et débattre sa vision économique.
Ce livre a cependant été critiqué par certains économistes et le FMI, comme contenant des contre-vérités et attaques ad hominem.